# Stenaelurillus albopunctatus
Stenaelurillus albopunctatus là một loài nhện trong họ Salticidae.
Loài này thuộc chi Stenaelurillus. Stenaelurillus albopunctatus được Lodovico di Caporiacco miêu tả năm 1949.